# Ried im Traunkreis
Ried im Traunkreis är en kommun i förbundslandet Oberösterreich i distriktet KirchdorfÖsterrike. Kommunen har 2 927 invånare (2024).. Ried im Traunkreis omnämns i ett dokument från år 993.
Kommunen består av elva orter (Ortschaften) (inom parentes invånarantal 1 januari 2024):

- Großendorf (364)
- Hammersdorf (6)
- Maidorf (7)
- Penzendorf (64)
- Pesendorf (160)
- Ried im Traunkreis (1 519)
- Rührndorf (173)
- Schachadorf (72)
- Voitsdorf (361)
- Weigersdorf (92)
- Zenndorf (109)